# Yone Giannetti Fonseca
Yone Gianetti da Fonseca é uma poeta brasileira. Ganhou em 1976 o 18.º Prêmio Jabuti, na categoria Poesia, com seu livro Rosa Dialética. 
Formou-se em Letras pela UFMG e em Psicologia pela Faculdade de Filosofia de São Paulo. Em 1981, ficou em segundo lugar no Concurso Nacional de Poesia Cruz e Sousa, com o livro Mulher.
Integrou o movimento da Poesia-práxis, ao lado de Mário Chamie e Armando Freitas Filho, entre outros.
Filha de Américo Renné Gianetti (prefeito de Belo Horizonte entre 1951 e 1954), é mãe do filósofo Eduardo Gianetti da Fonseca.

## Obras
- 1963 - A fala e a Forma: poemas-práxis - Centro de Estudos Mineiros da Universidade de Minas Gerais[7]
- 1975 - Rosa Dialética - Quiron[8]
- 1981 - A Mulher - FCC[9]
- 1998 - Cristal/Carvão - Iluminuras[10]